# Hokejové divize 1972/1973
Československé divize ledního hokeje 197/1973 byly třetí nejvyšší hokejové soutěže na území Československa.

## Systém soutěže
Soutěž se skládala ze 8 skupin po 8 účastnících. Ve skupinách se všech 8 klubů utkalo dvoukolově každý s každým (celkem 14 kol). Vítězové jednotlivých skupin následně utkaly o postup do prvního ročníku 2. české národní hokejové ligy, respektive do 1. slovenské národní hokejové ligy. Týmy umístěné po základní části na posledním místě ( u skupin E a F poslední dva týmy + horší z tým umístěný na 6. místě) sestupují do krajských přeborů.
Před začátkem soutěží odstoupila TJ Sigma MŽ Olomouc, kterou nahradila TJ Spartak Kovona Karviná.

## Česká socialistická republika

### Skupina A
| Poř. | Tým                               | Z  | V  | R | P  | VB  | OB | B  |
| ---- | --------------------------------- | -- | -- | - | -- | --- | -- | -- |
| 1.   | VTJ Dukla Příbram                 | 14 | 12 | 0 | 2  | 118 | 44 | 24 |
| 2.   | TJ Šumavan Vimperk                | 14 | 9  | 1 | 4  | 73  | 41 | 19 |
| 2.   | TJ Prazdroj EX Plzeň              | 14 | 9  | 1 | 4  | 64  | 51 | 19 |
| 4.   | TJ Spartak Rožmitál pod Třemšínem | 14 | 6  | 1 | 7  | 59  | 56 | 13 |
| 5.   | TJ Vodní stavby Tábor             | 14 | 6  | 1 | 7  | 46  | 47 | 13 |
| 6.   | TJ Kovosvit Holoubkov             | 14 | 5  | 1 | 8  | 46  | 67 | 11 |
| 7.   | TJ Sokol Losiná                   | 14 | 3  | 1 | 10 | 43  | 90 | 7  |
| 8.   | TJ Hluboká nad Vltavou            | 14 | 3  | 0 | 11 | 31  | 84 | 6  |

### Skupina B
| Poř. | Tým                       | Z  | V  | R | P  | VB  | OB  | B  |
| ---- | ------------------------- | -- | -- | - | -- | --- | --- | -- |
| 1.   | VTJ Dukla Litoměřice      | 14 | 12 | 2 | 0  | 98  | 24  | 26 |
| 2.   | TJ Slovan NV Louny        | 14 | 12 | 1 | 1  | 118 | 18  | 25 |
| 3.   | TJ Slavia Děčín           | 14 | 7  | 3 | 4  | 84  | 62  | 17 |
| 4.   | TJ DNT Kadaň              | 14 | 8  | 1 | 5  | 77  | 60  | 17 |
| 5.   | TJ Baník SHD Most         | 14 | 5  | 1 | 8  | 65  | 73  | 11 |
| 6.   | TJ ZKL Klášterec nad Ohří | 14 | 4  | 2 | 8  | 75  | 82  | 10 |
| 7.   | HC Unhošť                 | 14 | 3  | 0 | 11 | 50  | 145 | 6  |
| 8.   | TJ Sokol Opočno u Loun    | 14 | 0  | 0 | 14 | 40  | 143 | 0  |

### Skupina C
| Poř. | Tým                              | Z  | V  | R | P  | VB  | OB  | B  |
| ---- | -------------------------------- | -- | -- | - | -- | --- | --- | -- |
| 1.   | TJ Spartak Nové Město nad Metují | 14 | 14 | 0 | 0  | 95  | 28  | 28 |
| 2.   | TJ Dvůr Králové nad Labem        | 14 | 11 | 0 | 3  | 102 | 51  | 22 |
| 3.   | VTJ Dukla Mělník                 | 14 | 7  | 1 | 6  | 74  | 54  | 15 |
| 4.   | TJ Spartak Hlinsko               | 14 | 6  | 2 | 6  | 68  | 61  | 14 |
| 5.   | TJ Tiba Jaroměř                  | 14 | 7  | 0 | 7  | 62  | 56  | 14 |
| 6.   | TJ Slovan Jablonec nad Nisou     | 14 | 5  | 2 | 7  | 83  | 62  | 12 |
| 7.   | TJ Autoškoda Mladá Boleslav "B"  | 14 | 2  | 3 | 9  | 56  | 96  | 7  |
| 8.   | TJ Jiskra Hořice                 | 14 | 0  | 0 | 14 | 17  | 150 | 0  |

### Skupina D
| Poř. | Tým                      | Z  | V  | R | P | VB | OB | B  |
| ---- | ------------------------ | -- | -- | - | - | -- | -- | -- |
| 1.   | TJ Uhelné sklady Praha   | 14 | 11 | 1 | 2 | 82 | 19 | 24 |
| 2.   | TJ Bohemians ČKD Praha   | 14 | 6  | 3 | 5 | 46 | 50 | 15 |
| 3.   | TJ Baník Švermov         | 14 | 5  | 3 | 6 | 37 | 38 | 13 |
| 4.   | TJ Baník Příbram         | 14 | 6  | 1 | 7 | 54 | 56 | 13 |
| 5.   | TJ Slavoj Velké Popovice | 14 | 6  | 1 | 7 | 38 | 47 | 13 |
| 6.   | TJ Spartak Tesla Žižkov  | 14 | 5  | 2 | 7 | 34 | 42 | 12 |
| 7.   | TJ Spartak BS Vlašim     | 14 | 5  | 2 | 7 | 37 | 52 | 12 |
| 8.   | TJ Konstruktiva Praha    | 14 | 5  | 0 | 9 | 28 | 52 | 10 |

### Skupina E
| Poř. | Tým                   | Z  | V  | R | P  | VB  | OB  | B  |
| ---- | --------------------- | -- | -- | - | -- | --- | --- | -- |
| 1.   | TJ ZMS Třebíč         | 14 | 13 | 0 | 1  | 140 | 23  | 26 |
| 2.   | TJ Slovan Hodonín     | 14 | 10 | 2 | 2  | 95  | 39  | 22 |
| 3.   | VŠTJ Technika Brno    | 14 | 8  | 1 | 5  | 56  | 53  | 17 |
| 4.   | TJ Sokol Okříšky      | 14 | 8  | 0 | 6  | 58  | 61  | 16 |
| 5.   | TJ Spartak Nedvědice  | 13 | 6  | 1 | 6  | 52  | 62  | 13 |
| 6.   | TJ MKZ Rájec-Jestřebí | 14 | 3  | 0 | 11 | 33  | 80  | 6  |
| 7.   | TJ Sokol Sloup        | 13 | 3  | 0 | 10 | 42  | 111 | 6  |
| 8.   | TJ Spartak Telč       | 14 | 2  | 0 | 12 | 31  | 78  | 4  |

Utkání TJ Sokol Sloup – TJ Spartak Nedvědice se už nedohrávalo, protože nemělo vliv na konečné umístění.

### Skupina F
| Poř. | Tým                         | Z  | V  | R | P  | VB | OB | B  |
| ---- | --------------------------- | -- | -- | - | -- | -- | -- | -- |
| 1.   | TJ Baník OKD Ostrava        | 14 | 12 | 1 | 1  | 84 | 30 | 25 |
| 2.   | TJ Tatra Vagónka Studénka   | 14 | 9  | 3 | 2  | 54 | 34 | 21 |
| 3.   | TJ Slavia Kroměříž          | 14 | 7  | 2 | 5  | 54 | 53 | 16 |
| 4.   | TJ Spartak Bílovec          | 14 | 4  | 4 | 6  | 44 | 49 | 12 |
| 5.   | TJ Nový Jičín               | 14 | 6  | 0 | 8  | 43 | 58 | 12 |
| 6.   | VTJ Dukla Valašské Meziříčí | 14 | 4  | 3 | 7  | 52 | 61 | 11 |
| 7.   | TJ Spartak Kovona Karviná   | 14 | 4  | 0 | 10 | 40 | 69 | 8  |
| 8.   | TJ Sokol Ostrava-Poruba     | 14 | 3  | 1 | 10 | 35 | 52 | 7  |

Týmy VTJ Dukla Příbram, TJ Šumavan Vimperk, VTJ Dukla Litoměřice, TJ Slovan NV Louny, TJ Spartak Nové Město nad Metují, TJ Dvůr Králové nad Labem, TJ Uhelné sklady Praha, TJ ZMS Třebíč, TJ Baník OKD Ostrava postoupily do 1. ročníku 2.ČNHL.
Týmy TJ Hluboká nad Vltavou, TJ Sokol Opočno u Loun, TJ Jiskra Hořice, TJ Konstruktiva Praha, TJ MKZ Rájec-Jestřebí, TJ Sokol Sloup, TJ Spartak Telč, TJ Spartak Kovona Karviná, TJ Sokol Ostrava-Poruba sestoupily do krajských přeborů. Nahradily je kluby, jež uspěly v kvalifikaci TJ Spartak Lada Soběslav, TJ Kaučuk Kralupy nad Vltavou, TJ Meochema Přerov, TJ Žďas Žďár nad Sázavou, TJ Kovohutě Povrly a TJ Sokol Semechnice.

## Slovenská socialistická republika

### Skupina západ
| Poř. | Tým                     | Z  | V  | R | P  | VB  | OB  | B  |
| ---- | ----------------------- | -- | -- | - | -- | --- | --- | -- |
| 1.   | TJ AC Nitra             | 20 | 17 | 1 | 2  | 125 | 42  | 35 |
| 2.   | TJ ZVL Skalica          | 20 | 16 | 2 | 2  | 134 | 44  | 34 |
| 3.   | TJ TS Topoľčany         | 20 | 11 | 2 | 7  | 80  | 69  | 24 |
| 4.   | TJ Slávia UK Bratislava | 20 | 7  | 1 | 12 | 77  | 103 | 15 |
| 5.   | TJ TTS Trenčín          | 20 | 4  | 2 | 14 | 64  | 118 | 10 |
| 6.   | VTJ Dukla Martin        | 20 | 1  | 0 | 19 | 35  | 139 | 2  |

### Skupina východ
| Poř. | Tým                                 | Z  | V  | R | P  | VB  | OB  | B  |
| ---- | ----------------------------------- | -- | -- | - | -- | --- | --- | -- |
| 1.   | TJ Lokomotíva Bane Spišská Nová Ves | 20 | 17 | 2 | 1  | 134 | 42  | 36 |
| 2.   | VTJ Dukla Spišská Nová Ves          | 20 | 16 | 1 | 3  | 140 | 57  | 33 |
| 3.   | TJ Slovan Levoča                    | 20 | 8  | 3 | 9  | 102 | 88  | 19 |
| 4.   | TJ Družstevník Letanovce            | 20 | 8  | 0 | 12 | 59  | 89  | 16 |
| 5.   | TJ PPS Detva                        | 20 | 5  | 2 | 13 | 61  | 97  | 12 |
| 6.   | TJ Iskra Kežmarok                   | 20 | 2  | 0 | 18 | 39  | 162 | 4  |

Týmy TJ AC Nitra a TJ Lokomotíva Bane Spišská Nová Ves postoupily do dalšího ročníku 1. SNHL.
Týmy VTJ Dukla Martin a TJ Iskra Kežmarok sestoupily do krajských přeborů nesestoupil. Nahradily je kluby, jež uspěly v kvalifikaci TJ Slávia VŠP Nitra, TJ Pokrok Vyšné Opátske a TJ Baník Kremnica.